# Acanthocyclops kieferi
Acanthocyclops kieferi – gatunek widłonoga z rodziny Cyclopidae. Opisał go w 1925 roku szwajcarski zoolog Pierre-Alfred Chappuis, nadając mu nazwę Cyclops kieferi.